# Фодор, Степан Степанович
Фодор Степан Степанович (венг. Fodor István; 2 ноября 1907, стр. Нижняя Грабовница (сейчас часть Чинадиево) — 23 мая 2000, г. Ужгород) — венгерский, советский и украинский ботаник, доктор биологических наук, профессор кафедры ботаники Ужгородского университета.

## Биография
Родился в селе Нижняя Грабовница, расположенном в живописной местности возле горы Маковица и реки Синявка. Отец — Степан Фодор — работал в селе сначала учителем, а затем директором начальной школы. Мать, урожденная Анна Кершбаум, происходила из семьи немцев-переселенцев. У супругов было пятеро детей, среди них Степан Степанович был вторым ребенком.
Свое образование он начал в 1919 году, когда поступил в Мукачевскую реальную гимназию им. Другетов, где преподавал известный ботаник, профессор Антоний Маргиттай. Степан Фодор сопровождал профессора в его экспедициях по изучению закарпатской флоры, эти исследования сильно повлияли на его мировоззрение. В 1928 году Степан Фодор сдал вступительные экзамены в естественного факультета Карлова университет в Праге. Среди его преподавателей были геолог Ф. Кеттнер, цитолог Я. Нємец, ботаники Н. Дейл, К. Домин.
В 1934 году, получив высшее образование, Степан Фодор начинает преподавать географию и естествознание в Ужгородской реальной гимназии. В 1942 году призван в венгерскую армию, где служил в подразделении радиосвязи. После войны преподавал биологию в ужгородской средней школе № 3, но уже в 1946 году его приглашают во вновь созданный Ужгородский университет на должность научного сотрудника. Чуть позже он становится директором университетского ботанического сада, а уже через год — ассистент кафедры морфологии и систематики высших растений.
В 1973 году Степан Фодор защитил докторскую диссертацию, в 1974 году увидела свет его монументальный труд «Флора Закарпатья», которая и до сих пор считается образцовым описанием растительности этого региона. В монографии описано 2613 видов растений, включительно с новыми таксонами. До конца жизни Степан Фодор оставался куратором Гербария Ужгородского университета, к пополнению которого он лично приложил много усилий.
Преподаватели и студенты вспоминали его как очень интеллигентного, толерантного, дружелюбного человека, специалиста высокого уровня, читавшего увлекательные лекции.
Похоронен Степан Фодор на Радванском кладбище в Ужгороде рядом с женой.

## Научные интересы
Флористика, систематика растений, исследования растительного покрова Карпат и Паннонской низменности, дендрология.

## Научная и преподавательская деятельность
Всю свою жизнь Степан Фодор проработал в Ужгородском университете. На кафедре ему удалось собрать творческий коллектив увлеченных ученых. Сам он много времени уделял чтению лекций, проведению семинаров, лабораторных работ, учебно-полевых практик. Профессор подготовил и читал курс «Ботаника» (высшие растения), спецкурсы «Местная флора», «Систематика высших растений», «Эволюция высших растений» и «Большой практикум по ботанике». На Ровной долине Степан Фодор заложил опытные участки, на которых изучал воспроизведение верхней границы леса с помощью искусственных насаждений.
Творческое наследие ученого насчитывает более 100 публикаций. Среди монографий, написанных в соавторстве книг наиболее весомые «Растительность Закарпатской области СССР» (1954), «Флора Закарпатья» (1974), «Экзоты Карпат» (1985), «Ботанические казны Карпат» (1990), «Гербарии» (1995).

## Общественная деятельность
Кроме преподавательской работы Степан Фодор активно занимался общественной деятельностью: был членом Украинского ботанического общества, Закарпатского Венгерского общества, редколлегии издательства «Тисия», руководил секцией «Памятники природы» Закарпатской областной организации Украинского общества охраны природы (УООП) и Ужгородским отделением Московского общества исследователей природы (МОИП).

## Избранные работы
- Фодор С. С. Растительный покров Закарпатской области // Научные записки УжГУ. Ботаника.- 1956.- Т. 17.- С. 116-141.
- Фодор С. С. Дополнения к флоре Закарпатье, подлежащий охране // Об охране природы Карпат.- Ужгород: Карпаты, 1973.- С. 98-114.
- Фодор С. С. Флора Закарпатья.- Львов, 1974.
- Фодор С. С., Терлецкий В. К., Гладун Я. Д Экзоты Карпат, 1982.
- Фодор С. С., Терлецкий В. К., Гладун Я. Д Ботанические казны Карпат, 1985.

## Признание
Именем ученого назван Природоведческий Научно-исследовательский институт Закарпатского венгерского института имени Ференца Ракоци II в городе Берегово.